# Liste des présidents de l'Institution of Civil Engineers
Le rôle du président est de représenter l'institution et de promouvoir la profession d'ingénieur civil auprès du public.
| No.                 | Portrait | Nom                                  | Prend son poste                           | Quitte son poste | Réf.  |
| ------------------- | -------- | ------------------------------------ | ----------------------------------------- | ---------------- | ----- |
| 1                   |          | Thomas Telford                       | Mars 1820                                 | Septembre 1834   | [ 1 ] |
| 2                   |          | James Walker                         | Janvier 1835                              | Janvier 1845     | [ 1 ] |
| 3                   |          | Sir John Rennie                      | Janvier 1845                              | Janvier 1848     | [ 1 ] |
| 4                   |          | Joshua Field                         | Janvier 1848                              | Décembre 1849    | [ 1 ] |
| 5                   |          | Sir William Cubitt                   | Décembre 1849                             | Décembre 1851    | [ 1 ] |
| 6                   |          | James Meadows Rendel                 | Décembre 1851                             | Décembre 1853    | [ 1 ] |
| 7                   |          | James Simpson                        | Décembre 1853                             | Décembre 1855    | [ 1 ] |
| 8                   |          | Robert Stephenson                    | Décembre 1855                             | Décembre 1857    | [ 1 ] |
| 9                   |          | Joseph Locke                         | Décembre 1857                             | Décembre 1859    | [ 1 ] |
| 10                  |          | George Parker Bidder                 | Décembre 1859                             | Décembre 1861    | [ 1 ] |
| 11                  |          | Sir John Hawkshaw                    | Décembre 1861                             | Décembre 1863    | [ 1 ] |
| 12                  |          | John Robinson McClean                | Décembre 1863                             | Décembre 1865    | [ 1 ] |
| 13                  |          | Sir John Fowler                      | Décembre 1865                             | Décembre 1867    | [ 1 ] |
| 14                  |          | Sir Charles Hutton Gregory           | Décembre 1867                             | Décembre 1869    | [ 1 ] |
| 15                  |          | Charles Blacker Vignoles             | Décembre 1869                             | Décembre 1871    | [ 1 ] |
| 16                  |          | Thomas Hawksley                      | Décembre 1871                             | Décembre 1873    | [ 1 ] |
| 17                  |          | Thomas Elliott Harrison              | Décembre 1873                             | Décembre 1875    | [ 1 ] |
| 18                  |          | George Robert Stephenson             | Décembre 1875                             | Décembre 1877    | [ 1 ] |
| 19                  |          | John Frederic La Trobe Bateman       | Décembre 1877                             | Décembre 1879    | [ 1 ] |
| 20                  |          | William Henry Barlow                 | Décembre 1879                             | Décembre 1880    | [ 1 ] |
| 21                  |          | James Abernethy                      | Décembre 1880                             | Décembre 1881    | [ 1 ] |
| 22                  |          | Lord Armstrong                       | Décembre 1881                             | Décembre 1882    | [ 1 ] |
| 23                  |          | Sir James Brunlees                   | Décembre 1882                             | Décembre 1883    | [ 1 ] |
| 24                  |          | Sir Joseph Bazalgette                | Décembre 1883                             | Décembre 1884    | [ 1 ] |
| 25                  |          | Sir Frederick Bramwell               | Décembre 1884                             | Mai 1886         | [ 1 ] |
| 26                  |          | Edward Woods                         | Mai 1886                                  | Juin 1887        | [ 1 ] |
| 27                  |          | Sir George Barclay Bruce             | Juin 1887                                 | Mai 1889         | [ 1 ] |
| 28                  |          | Sir John Coode                       | Mai 1889                                  | Mai 1891         | [ 1 ] |
| 29                  |          | Sir George Berkley                   | Mai 1891                                  | Mai 1892         | [ 1 ] |
| 30                  |          | Harrison Hayter                      | Mai 1892                                  | Mai 1893         | [ 1 ] |
| 31                  |          | Alfred Giles                         | Mai 1893                                  | Mai 1894         | [ 1 ] |
| 32                  |          | Sir Robert Rawlinson                 | Mai 1894                                  | Mai 1895         | [ 2 ] |
| 33                  |          | Sir Benjamin Baker                   | Mai 1895                                  | Juin 1896        | [ 2 ] |
| 34                  |          | Sir John Wolfe-Barry                 | Juin 1896                                 | Avril 1898       | [ 2 ] |
| 35                  |          | Sir William Henry Preece             | Avril 1898                                | Novembre 1899    | [ 2 ] |
| 36                  |          | Sir Douglas Fox                      | Novembre 1899                             | Novembre 1900    | [ 2 ] |
| 37                  |          | James Mansergh                       | Novembre 1900                             | Novembre 1901    | [ 2 ] |
| 38                  |          | Charles Hawksley                     | Novembre 1901                             | Novembre 1902    | [ 2 ] |
| 39                  |          | John Clarke Hawkshaw                 | Novembre 1902                             | Novembre 1903    | [ 2 ] |
| 40                  |          | Sir William Henry White              | Novembre 1903                             | Novembre 1904    | [ 2 ] |
| 41                  |          | Sir Guilford Lindsey Molesworth      | November 1904                             | November 1905    | [ 2 ] |
| 42                  |          | Sir Alexander Binnie                 | Novembre 1905                             | Novembre 1906    | [ 2 ] |
| 43                  |          | Sir Alexander Kennedy                | Novembre 1906                             | Novembre 1907    | [ 2 ] |
| 44                  |          | Sir William Matthews                 | Novembre 1907                             | Novembre 1908    | [ 2 ] |
| 45                  |          | Sir James Charles Inglis             | Novembre 1908                             | Novembre 1910    | [ 2 ] |
| 46                  |          | Sir Alexander Siemens                | Novembre 1910                             | Novembre 1911    | [ 2 ] |
| 47                  |          | William Unwin                        | Novembre 1911                             | Novembre 1912    | [ 2 ] |
| 48                  |          | Sir Robert Elliott-Cooper            | Novembre 1912                             | Novembre 1913    | [ 2 ] |
| 49                  |          | Anthony George Lyster                | Novembre 1913                             | Novembre 1914    | [ 2 ] |
| 50                  |          | Benjamin Hall Blyth                  | Novembre 1914                             | Novembre 1915    | [ 2 ] |
| 51                  |          | Alexander Ross                       | Novembre 1915                             | Novembre 1916    | [ 2 ] |
| 52                  |          | Sir Maurice Fitzmaurice              | Novembre 1916                             | Novembre 1917    | [ 2 ] |
| 53                  |          | Harry Edward Jones                   | Novembre 1917                             | Novembre 1918    | [ 2 ] |
| 54                  |          | Sir John Aspinall                    | Novembre 1918                             | Novembre 1919    | [ 2 ] |
| 55                  |          | Sir John Griffith                    | Novembre 1919                             | Novembre 1920    | [ 2 ] |
| 56                  |          | John Alexander Brodie                | Novembre 1920                             | Novembre 1921    | [ 2 ] |
| 57                  |          | William Barton Worthington           | Novembre 1921                             | Novembre 1922    | [ 2 ] |
| 58                  |          | William Maw                          | Novembre 1922                             | Novembre 1923    | [ 2 ] |
| 59                  |          | Sir Charles Langbridge Morgan        | Novembre 1923                             | Novembre 1924    | [ 2 ] |
| 60                  |          | Sir Basil Mott                       | Novembre 1924                             | Novembre 1925    | [ 2 ] |
| 61                  |          | Sir William Henry Ellis              | Novembre 1925                             | Novembre 1926    | [ 2 ] |
| 62                  |          | Sir Frederick Palmer                 | Novembre 1926                             | Novembre 1927    | [ 2 ] |
| 63                  |          | Ernest Crosbie Trench                | Novembre 1927                             | Novembre 1928    | [ 2 ] |
| 64                  |          | Sir Brodie Henderson                 | Novembre 1928                             | Novembre 1929    | [ 2 ] |
| 65                  |          | William Grierson                     | Novembre 1929                             | Novembre 1930    | [ 2 ] |
| 66                  |          | Sir George William Humphreys         | Novembre 1930                             | Novembre 1931    | [ 2 ] |
| 67                  |          | Sir Cyril Kirkpatrick                | Novembre 1931                             | Novembre 1932    | [ 2 ] |
| 68                  |          | Sir Murdoch MacDonald                | Novembre 1932                             | Novembre 1933    | [ 2 ] |
| 69                  |          | Sir Henry Maybury                    | Novembre 1933                             | Novembre 1934    | [ 3 ] |
| 70                  |          | Sir Richard Redmayne                 | Novembre 1934                             | Novembre 1935    | [ 3 ] |
| 71                  |          | John Duncan Watson                   | Novembre 1935                             | Novembre 1936    | [ 3 ] |
| 72                  |          | Brigadier-General Sir Alexander Gibb | Novembre 1936                             | Novembre 1937    | [ 3 ] |
| 73                  |          | Sydney Donkin                        | Novembre 1937                             | Novembre 1938    | [ 3 ] |
| 74                  |          | William James Eames Binnie           | Novembre 1938                             | Novembre 1939    | [ 3 ] |
| 75                  |          | Sir Clement Hindley                  | Novembre 1939                             | Novembre 1940    | [ 3 ] |
| 76                  |          | Sir Leopold Halliday Savile          | Novembre 1940                             | Novembre 1941    | [ 3 ] |
| 77                  |          | Charles Inglis                       | Novembre 1941                             | Novembre 1942    | [ 3 ] |
| 78                  |          | Sir John Edward Thornycroft          | Novembre 1942                             | Novembre 1943    | [ 3 ] |
| 79                  |          | Sir David Anderson                   | Novembre 1943                             | Novembre 1944    | [ 3 ] |
| 80                  |          | Francis Wentworth-Shields            | Novembre 1944                             | Novembre 1945    | [ 3 ] |
| 81                  |          | Sir Thomas Pierson Frank             | Novembre 1945                             | Novembre 1946    | [ 3 ] |
| 82                  |          | Sir William Halcrow                  | Novembre 1946                             | Novembre 1947    | [ 3 ] |
| 83                  |          | Sir Roger Gaskell Hetherington       | Novembre 1947                             | Novembre 1948    | [ 3 ] |
| 84                  |          | Sir Jonathan Davidson                | Novembre 1948                             | Novembre 1949    | [ 3 ] |
| 85                  |          | Vernon Robertson                     | Novembre 1949                             | Novembre 1950    | [ 3 ] |
| 86                  |          | Sir William Glanville                | Novembre 1950                             | Novembre 1951    | [ 3 ] |
| 87                  |          | Sir Allan Stephen Quartermaine       | Novembre 1951                             | Novembre 1952    | [ 3 ] |
| 88                  |          | Henry Cronin                         | Novembre 1952                             | Novembre 1953    | [ 3 ] |
| 89                  |          | Wilfred Shepherd-Barron              | Novembre 1953                             | Novembre 1954    | [ 3 ] |
| 90                  |          | David Mowat Watson                   | Novembre 1954                             | Novembre 1955    | [ 3 ] |
| 91                  |          | William Kelly Wallace                | Novembre 1955                             | Novembre 1956    | [ 3 ] |
| 92                  |          | Harold Gourley                       | Novembre 1956                             | Janvier 1957     | [ 3 ] |
| 93                  |          | Sir Frederick Arthur Whitaker        | Janvier 1957                              | Novembre 1958    | [ 3 ] |
| 94                  |          | Professor Alfred Pippard             | Novembre 1958                             | Novembre 1959    | [ 3 ] |
| 95                  |          | Arthur Hartley                       | Novembre 1959                             | Février 1960     | [ 3 ] |
| 96                  |          | Sir Herbert Manzoni                  | Février 1960                              | Novembre 1961    | [ 3 ] |
| 97                  |          | Sir George Matthew McNaughton        | Novembre 1961                             | Novembre 1962    | [ 3 ] |
| 98                  |          | Reginald William Mountain            | Novembre 1962                             | Novembre 1963    | [ 3 ] |
| 99                  |          | Sir Harold Harding                   | Novembre 1963                             | Novembre 1964    | [ 3 ] |
| 100                 |          | Sir Robert Wynne-Edwards             | Novembre 1964                             | Novembre 1965    | [ 4 ] |
| 101                 |          | James Arthur Banks                   | Novembre 1965                             | Novembre 1966    | [ 4 ] |
| 102                 |          | Sir Ralph Freeman                    | Novembre 1966                             | Novembre 1967    | [ 4 ] |
| 103                 |          | Sir Hubert Shirley-Smith             | Novembre 1967                             | Novembre 1968    | [ 4 ] |
| 104                 |          | John Holmes Jellett                  | Novembre 1968                             | Novembre 1969    | [ 4 ] |
| 105                 |          | Angus Fulton                         | Novembre 1969                             | Novembre 1970    | [ 4 ] |
| 106                 |          | Sir Thomas Paton                     | Novembre 1970                             | Novembre 1971    | [ 4 ] |
| 107                 |          | George Ambler Wilson                 | Novembre 1971                             | Novembre 1972    | [ 4 ] |
| 108                 |          | Roger Le Geyt Hetherington           | Novembre 1972                             | Novembre 1973    | [ 4 ] |
| 109                 |          | Sir Kirby Laing                      | Novembre 1973                             | Novembre 1974    | [ 4 ] |
| 110                 |          | Sir William Gordon Harris            | Novembre 1974                             | Novembre 1975    | [ 4 ] |
| 111                 |          | Sir Norman Rowntree                  | November 1975                             | November 1976    | [ 4 ] |
| 112                 |          | John Walter Baxter                   | November 1976                             | November 1977    | [ 4 ] |
| 113                 |          | Sir Alan Muir Wood                   | November 1977                             | November 1978    | [ 4 ] |
| 114                 |          | Professor Reginald Coates            | Novembre 1978                             | Novembre 1979    | [ 4 ] |
| 115                 |          | William George Nicholson Geddes      | Novembre 1979                             | Novembre 1980    | [ 4 ] |
| 116                 |          | Peter Arthur Cox                     | Novembre 1980                             | Novembre 1981    | [ 4 ] |
| 117                 |          | Ian McDonald Campbell                | Novembre 1981                             | Novembre 1982    | [ 4 ] |
| 118                 |          | John Vernon Bartlett                 | November 1982                             | November 1983    | [ 4 ] |
| 119                 |          | James Anthony Gaffney                | November 1983                             | November 1984    | [ 4 ] |
| 120                 |          | John Anthony Derrington              | November 1984                             | November 1985    | [ 4 ] |
| 121                 |          | Donald Reeve                         | Novembre 1985                             | Novembre 1986    | [ 4 ] |
| 122                 |          | David Gwilym Morris Roberts          | Novembre 1986                             | Novembre 1987    | [ 5 ] |
| 123                 |          | Sir William Francis                  | Novembre 1987                             | Novembre 1988    | [ 5 ] |
| 124                 |          | Alastair Craig Paterson              | Novembre 1988                             | Novembre 1989    | [ 5 ] |
| 125                 |          | Professor Peter Frank Stott          | Novembre 1989                             | Novembre 1990    | [ 5 ] |
| 126                 |          | Professor Roy Thomas Severn          | Novembre 1990                             | Novembre 1991    | [ 5 ] |
| 127                 |          | Robin Lee Wilson                     | Novembre 1991                             | Novembre 1992    | [ 5 ] |
| 128                 |          | Michael Norman Tizard Cottell        | Novembre 1992                             | Novembre 1993    | [ 5 ] |
| 129                 |          | Stuart Norman Mustow                 | Novembre 1993                             | Novembre 1994    | [ 5 ] |
| 130                 |          | Dr Edmund Hambly                     | November 1994                             | March 1995       | [ 5 ] |
| 131                 |          | Professor Tony Melville Ridley       | March 1995                                | November 1996    | [ 5 ] |
| 132                 |          | David F Green                        | November 1996                             | November 1997    | [ 5 ] |
| 133                 |          | Alan Cockshaw                        | November 1997                             | November 1998    | [ 5 ] |
| 134                 |          | Roger Norman Sainsbury               | November 1998                             | November 1999    | [ 5 ] |
| 135                 |          | Professor George Fleming             | November 1999                             | November 2000    | [ 5 ] |
| 136                 |          | Sir Joseph Dwyer                     | November 2000                             | November 2001    | [ 5 ] |
| 137                 |          | Mark Whitby                          | November 2001                             | November 2002    | [ 5 ] |
| 138                 |          | Professor Adrian Long                | November 2002                             | November 2003    | [ 5 ] |
| 139                 |          | Douglas Oakervee                     | November 2003                             | November 2004    | [ 5 ] |
| 140                 |          | Colin John Clinton                   | November 2004                             | November 2005    | [ 5 ] |
| 141                 |          | Gordon Grier Thomson Masterton       | November 2005                             | November 2006    | [ 5 ] |
| 142                 |          | Quentin John Leiper                  | November 2006                             | November 2007    | [ 5 ] |
| 143                 |          | David Malcolm Orr                    | November 2007                             | November 2008    | [ 5 ] |
| 144                 |          | Jean Venables                        | Novembre 2008                             | Novembre 2009    | [ 5 ] |
| 145                 |          | Paul William Jowitt                  | Novembre 2009                             | Novembre 2010    | [ 5 ] |
| 146                 |          | Peter Hansford                       | Novembre 2010                             | Novembre 2011    | [ 5 ] |
| 147                 |          | Richard Coackley                     | Novembre 2011                             | Novembre 2012    | [ 5 ] |
| 148                 |          | Barry Clarke                         | Novembre 2012                             | Novembre 2013    | [ 5 ] |
| 149                 |          | Geoff French                         | Novembre 2013                             | Novembre 2014    | [ 5 ] |
| 150                 |          | David Balmforth                      | Novembre 2014                             | Novembre 2015    | [ 5 ] |
| 151                 |          | Sir John Armitt                      | Novembre 2015                             | En cours         | [ 6 ] |
| 152 (pour succéder) |          | Tim Broyd                            | Président-élu pour la session 2016-17     |                  | [ 6 ] |
| 153 (proposé)       |          | Robert Mair, Baron Mair              | Président pour la session 2017-18         |                  | [ 6 ] |
| 154 (proposé)       |          | Andrew Wyllie                        | Président proposé pour la session 2018-19 |                  | [ 6 ] |